# 岡本廣太郎
岡本 廣太郎（おかもと こうたろう、岡本広太郎、1867年1月13日（慶応2年12月8日） - 1923年（大正12年）3月29日）は、三河国碧海郡刈谷（現愛知県刈谷市）出身の酒造家・刈谷町長。

## 経歴
慶応2年12月8日（1867年1月13日）、三河国碧海郡刈谷（現愛知県刈谷市）に生まれた。父は岡本瀧三郎。岡本家は庄屋を務めていた家であり、酒造業を生業としていた。

### 刈谷町長

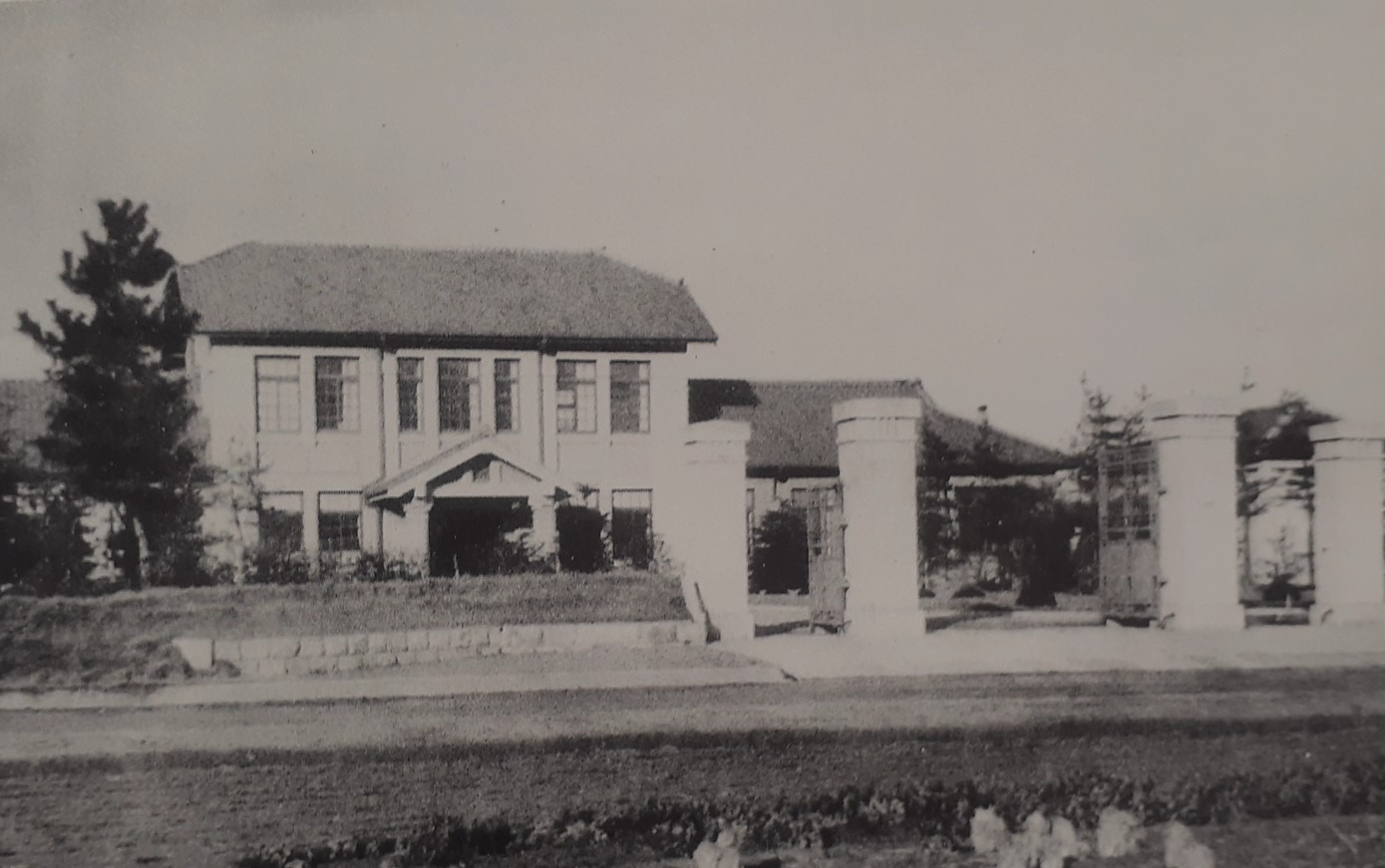
旧制刈谷中学校（1928年）

1911年（明治44年）9月から1912年（大正元年）7月まで刈谷町会議員を務めた。1915年（大正4年）6月には刈谷町長に推されて就任した。1919年（大正8年）9月には5代目藤井清七が岡本の後任の刈谷町長に就任したが、1921年（大正10年）7月には岡本が再び刈谷町長に就任した。
1915年（大正4年）11月23日には刈谷町立刈谷図書館（現・刈谷市中央図書館）が創立し、記念写真には高須鉈吉（亀城尋常高等小学校長）、宍戸俊治（医師であり村上文庫の寄贈者）、5代目藤井清七（実業家であり村上文庫の寄贈者、後の刈谷町長）、岡本廣太郎、井野直治（刈谷町会議員、後の刈谷町長）、森銑三（村上文庫目録の製作者、後の書誌学者）、三宅史が収まっている。
1919年（大正8年）には旧制刈谷中学校（現・愛知県立刈谷高等学校）が開校し、1921年（大正10年）には旧制刈谷高等女学校（現・愛知県立刈谷北高等学校）が開校しているが、これらの学校の設立には岡本の貢献が大きい。また1923年（大正12年）には岡本らの誘致の結果、豊田佐吉によって豊田紡織会社刈谷試験工場（現・トヨタ紡織刈谷工場）が設立されている。

### 死去

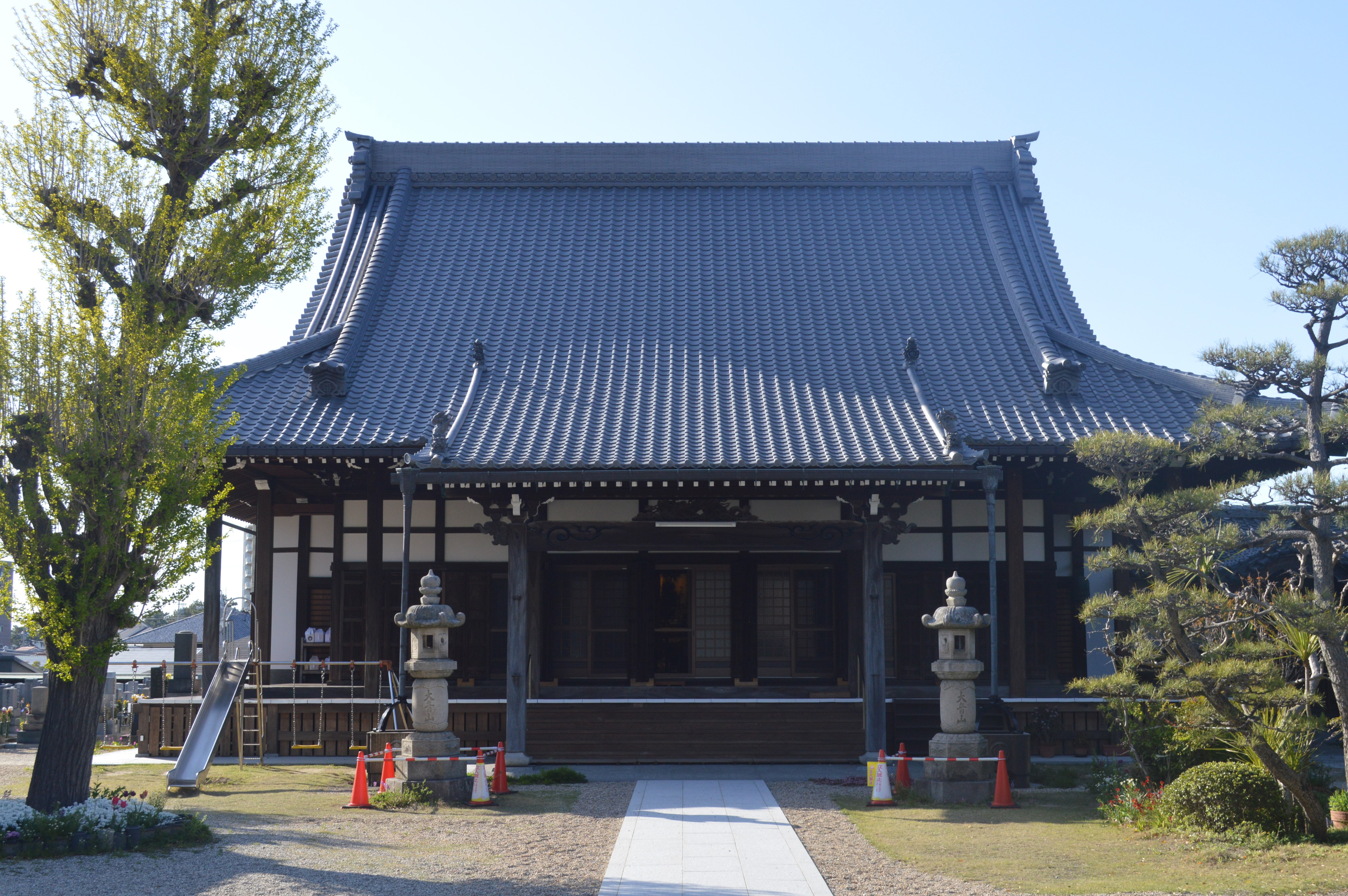
墓がある正覚寺

岡本は1923年（大正12年）1月まで刈谷町長を務め、同年3月29日に死去した。墓所は刈谷市寺横町の正覚寺である。